# Lubianka (KGB)

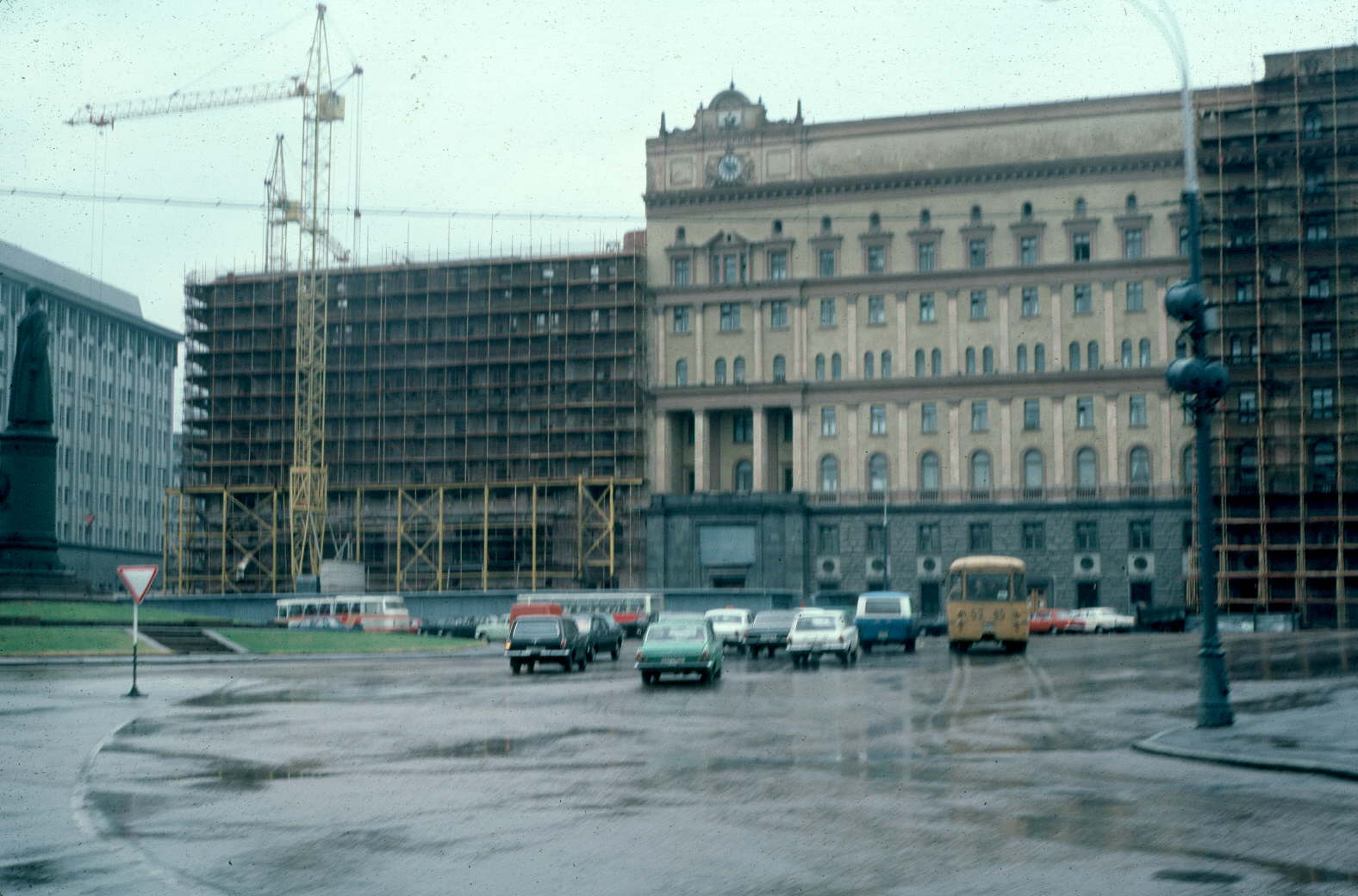

Lubianka este atât numele unei închisori din Moscova care funcționa în aceeași clădire cu cartierul general al  dar și numele popular sub care era cunoscut sediul central al sus numitului KGB. 
Lubianka a fost una dintre închisoile cu cea mai proastă faimă din fosta URSS clădirea în care își aflau sediul închisoarea și birourile serviciilor sovietice de spionaj este o construcție mare cu fațada din cărămidă galbenă, localizată în piața Lubianka din Moscova. La darea în folosință clădirea era sediul. După cucerirea puterii de către bolșevici în timpul clădirea a fost confiscată de autoritățile comuniste, aici fiind găzduită proaspăt înființata CEKA de sub conducerea lui Felix Dzerjinski. Statuia fondatorului a străjuit clădirea KGB-ului până în 1991 când, după eșuarea loviturii de stat dată pentru răsturnarea de la putere a lui Mihail Gorbaciov, monumentul lui Felix cel de fier a fost demontată. La etajul trei și-au avut birourile toți șefii serviciilor sovietice de securitate de la Lavrenti Beria la Iuri Andropov.
În zilele noastre clădirile găzduiesc cartierul general al trupelor de un directorat al FSB  serviciul Federal de Securitate al Federației Rusei un muzeu al KGB-ului deschis publicului larg.

## Deținuți celebri din închisoarea Lubianka
- Wladyslaw Anders, general polonez (1939);
- Isaac Babel, scriitor rus (1939);
- Nikolai Krestinski, membru al Politburo și secretar al CC al PCUS (1937);
- Raoul Wallenberg, diplomat suedez (1945);
- Walter Linse, jurist german (1953);
- Georg Lukács, critic literar și filozof maghiar (1941);
- Karl Radek, secretar al Cominternului (1937);
- Alexandr Soljenițîn, scriitor rus (1945);
- Leopold Trepper, șeful organizației de spionaj Orchestra Roșie (1945).

## Persoane celebre executate în închisoarea Lubianka
- David Bergelson, scriitor rus (1952);
- Nikolai Ivanovici Buharin, economist, redactorul șef al ziarului Pravda (1938);
- Ițic Feffer, scriitor evreu rus (1952);
- Lev Borisovici Kamenev, membru al Politburo al CC al PCUS (1936);
- Alexei Ivanovici Rîkov, prim-ministru al guvernului sovietic (1938);
- Grigori Evseievici Zinoviev, membru al Politburo al CC al PCUS (1936).